# Викрадення нареченої (Казахстан)

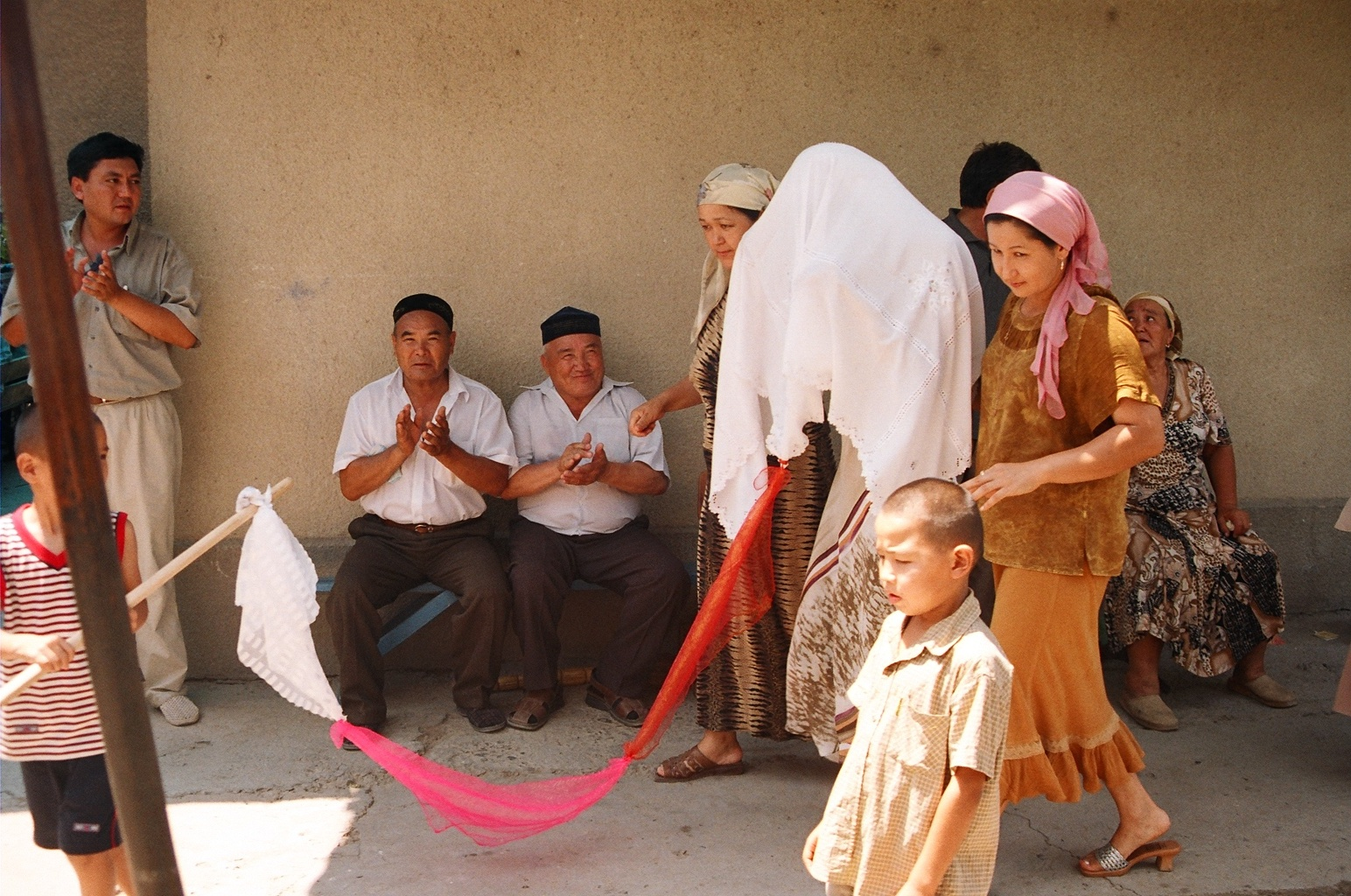
Церемонія беташару (знайомства родини нареченого з нареченою) в південному Казахстані відбувається із закритим обличчям

Викрадення нареченої (каз. қыз алып қашу — букв. втеча з викраденням дівчини) — один із казахських весільних обрядів. 
Практика примусового одруження на території сучасного Казахстану виникла в стародавні часи й продовжує існувати донині, хоча в радянський період явище вважалося викоріненим. За оцінками організацій із захисту прав жінок, щорічно в Казахстані викрадають та примусово шлюблять до 5 тисяч дівчат та жінок. Для ліквідації цих злочинів планується введення в Кримінальний кодекс спеціальної статті про покарання викрадачів наречених.

## Історія

### У давнину
Стародавній звичай викрадення нареченої для укладення шлюбу виник в епоху становлення патріархату. Історія обряду досі точно не встановлена. Раніше люди жили невеликими родовими общинами, які вороже ставилися до чужинців, тому єдиним способом пошлюбити дівчину з іншої громади (що урізноманітнило б і оздоровило її генофонд) було її викрасти.
У Середній Азії й Казахстані до викрадення нареченої вдавалися вкрай рідко. Зазвичай це траплялося, коли батьки не давали згоди на шлюб або занадто тягнули з весіллям. Основною формою шлюбу серед казахів було одруження зі сватанням (кудалик) і наступним викупом нареченої за калим. У звичаєвому праві у казахів існувало кілька видів викрадення нареченої, ставилися до яких по-різному. Якщо наречений викрадав уже засватану наречену (юнак і дівчина домовлялися про «викрадення» заздалегідь), батько якої порушив умови сватання, то це не було важким злочином. Викрадення ж чужої засватаної нареченої вважалося важким злочином.

### У радянські часи
Влада Російської імперії і, пізніше, СРСР офіційно забороняли цю практику кочовиків. Згідно з офіційними радянськими джерелами, в Казахській РСР звичай викрадення нареченої був викорінений. Але насправді він не зник, а трансформувався в узгоджену «втечу» дівчини з дому, що виглядало як «викрадення». Випадки справжніх викрадень і насильницького одруження знову з'явилися в пізній радянський період і пострадянські роки.

### У сучасному Казахстані
За оцінками організацій із захисту прав жінок, щорічно в Казахстані викрадають до 5 тисяч жінок і дівчат. Офіційної статистики немає. Для ліквідації цього звичаю планується включити в Кримінальний кодекс спеціальну статтю про покарання викрадачів наречених. Чинним законодавством Казахстану передбачене покарання за кіднепінг: згідно зі статтею 125 Кримінального кодексу Республіки Казахстан за викрадення людини передбачається покарання позбавленням волі на строк від 4 до 7 років. Якщо викрадення було вчинено групою осіб за попередньою змовою; неодноразово; із застосуванням насильства, небезпечного для життя чи здоров'я; із застосуванням зброї або предметів, використовуваних як зброя; у відношенні свідомо неповнолітніх; щодо жінки, яка відомо для винного вагітна; щодо двох або більше осіб; з корисливих мотивів, то за це передбачено від 7 до 12 років позбавлення волі з конфіскацією майна або без неї. Якщо ж злочин було вчинено злочинною групою, або вчинено з метою експлуатації викраденого(-ї), або спричинило смерть потерпілого(-ї) з необережності чи інші важкі наслідки, то це карається позбавленням волі на строк від 10 до 15 років. Дана стаття Карного кодексу вступає в дію тільки у тому випадку, коли викрадена жінка чи дівчина звертається в правоохоронні органи. Але багато з викладених змиряються з долею, оскільки насильницький звичай є нормалізованим, і батьки часто не хочуть приймати назад викрадених дочок.

## Ритуал
У викраденні зазвичай беруть участь подруги і знайомі «нареченої», котра нічого не підозрює. Вони виводять її в безлюдне місце, а далі «наречений» примусом садить її в автомобіль і відвозить у свій будинок. Після приїзду туди на «наречену» пов'язують хустку, накривається святковий стіл, молоді жінки починають хвалити нареченого, а його тітки і бабусі вмовляють дівчину погодитися на укладення шлюбу. Щоб утримати «наречену» в будинку, бабуся нареченого може лягти біля порога — у казахів вважається гріховним переступати через людину, особливо таку літню. Викрадена дівчина повинна володіти неабиякою силою духу, щоб вистояти проти такого тиску і не погодитися на шлюб.
Крім «реального» викрадення без згоди дівчини та її батьків, в сучасному Казахстані поширена «імітація викрадення» нареченої за згодою, коли матеріальне становище нареченого не дозволяє провести повноцінне весілля. Після такого «викрадення» урочистості проводяться тільки в будинку батьків нареченого, у чому простежується тенденція до скорочення і здешевлення громіздких весільних обрядів.